# Il grillo del focolare
Il grillo del focolare (The Cricket on the Hearth, a Fairy Tale of Home) è un romanzo breve di Charles Dickens del 1845.
È il terzo dei cinque racconti di Natale dell'autore, dopo Le campane (1844) e prima de La battaglia della vita (1846).
La novella si svolge attorno alle vicende di persone umili, è appunto una favola domestica, come dichiara il sottotitolo.

## Trama

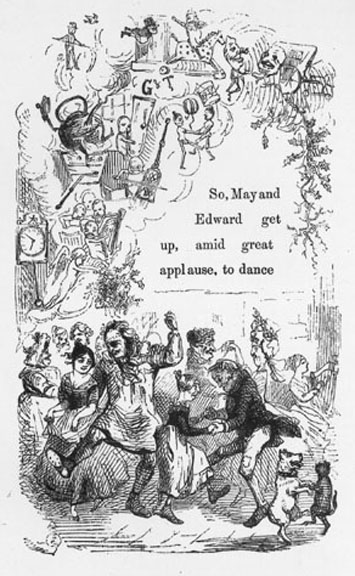
Illustrazione di John Leech del 1843 per il canto terzo, intitolata "The Dance" (Il ballo).

John Peerybingles è un vetturino che vive con la sua giovane moglie Dot, il figlio piccolo, la tata Tilly ed un misterioso individuo con una lunga barba bianca, che vive in qualità di ospite in casa sua. John ha sul focolare un grillo che ha la proprietà di saper discorrere, egli lo consiglia e si comporta come un guardiano per la famiglia di John, il quale nutre un rispetto sincero verso la bestiola.
John frequenta un vecchio costruttore di giocattoli, tale Caleb Plummer, il quale ha due figli, Bertha una ragazza cieca e Edward, trasferitosi in Sud America ma che è dato per disperso poiché non si hanno più sue notizie da tempo. Plummer è impiegato presso il signor Tackleton, un uomo di poca fortuna, il quale è intenzionato a prendere in moglie May, l'innamorata di Edward, la quale non ama affatto il povero Tackleton.
Alla fine il misterioso pensionante in casa di John si rivela essere il disperso Edward, tornato sotto mentite spoglie per amore di May, che sposa qualche ora prima che lei lo faccia con Tackleton.
Tuttavia, il signor Tackleton non riesce a rimanere indifferente davanti all'amore dei due giovani e ispirato dall'atmosfera natalizia, lascia May libera di vivere il suo affetto per Edward.

## Personaggi

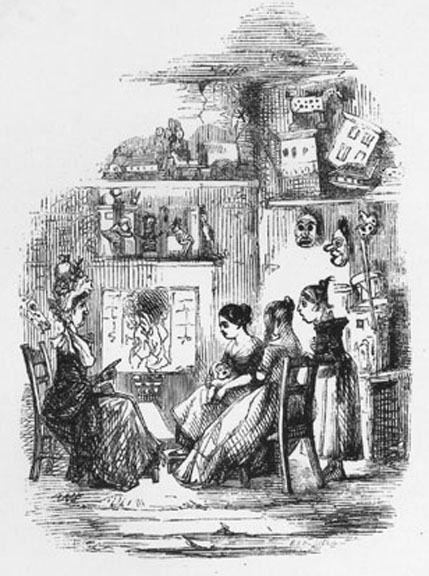
Illustrazione (1843) di John Leech intitolata "Mrs. Fielding Lecture" (La lettura della signora Fielding) (canto secondo).

- John Peerybingles: un uomo semplice ed onesto.
- Mary Peerybingles: (chiamata "Dot") la moglie del precedente.
- Caleb Plummer: un povero fabbricante di giocattoli, padre di due figli, che lavora per il signor Tackleton.
- Edward Plummer: figlio del precedente.
- Bertha Plummer: figlia cieca di Caleb Plummer.
- Signor Tackleton: un mercante di giocattoli burbero ed incline al sarcasmo.
- May Fielding: un'amica di John, e innamorata di Edward.
- Signora Fielding: la mamma di May, una vecchia signora irritabile e lamentosa.
- Tilly Slowboy: una ragazza goffa e riservata, lavora come tata in casa dei Peerybingles per il loro figlio piccolo.

## Stesura e storia editoriale
Dickens cominciò la stesura della novella il 17 ottobre circa, e la terminò il primo dicembre 1845. Come lo scrittore usava fare, la novella fu dapprima pubblicata in forma di libro e non di serie a puntate, da Bradbury and Evans, il 20 dicembre dello stesso anno. Lo stesso Dickens definì il racconto "calmo e domestico... innocente e carino" (quiet and domestic... innocent and pretty). Le illustrazioni originali vennero disegnate da Daniel Maclise, John Leech, Richard Doyle, Clarkson Stanfield e Edward Landseer.

## Influenza culturale
(Robert Louis Stevenson)

## Edizioni
- Charles Dickens, Racconti di Natale, Oscar Mondadori, Mondadori, 2007,  p. 525, ISBN 978-88-04-34018-8.

- Charles Dickens, Il Grillo del Focolare. Edizione Integrale, traduzione di Enrico De Luca, I Classici Ritrovati, Caravaggio Editore, 2008-2018,  p. 152, ISBN 978-88-95437-81-1.